# جوایز فیلم اروپا
جوایز فیلم اروپا (به انگلیسی: European Film Awards) که هرساله توسط آکادمی فیلم اروپا از سال ۱۹۸۸ برگزار می‌شود، مجموعه جوایزی را به برترین دستاوردهای سینمایی اروپا در بیش از ده بخش اهدا می‌کند. این جوایز که مهمترین جایزه آن، «بهترین فیلم سال» است، مختص سینمای اروپا و کارگردانان، تهیه‌کنندگان و بازیگران اروپایی است.
مراسم جوایز فیلم اروپا، هر ساله به تناوب توسط برلین و سایر شهرهای اروپایی برگزار می‌شود. مراسم ۲۰۱۳ در برلین و ۲۰۱۴ در ریگا پایتخت لتونی برگزار شد.